# Saaksum

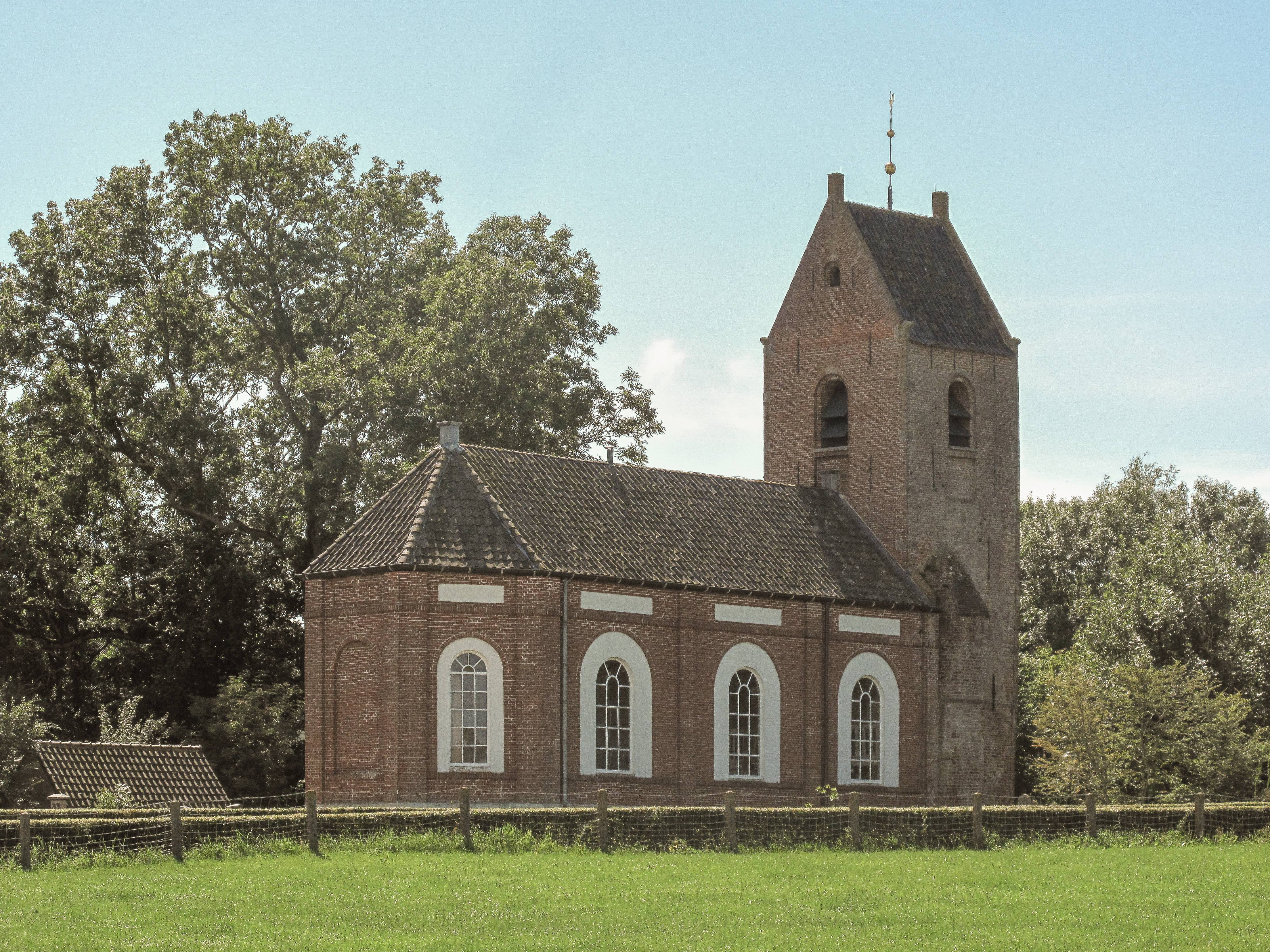
Saaksum, église protestante

Saaksum (en groningois : Soaksum) est un village de la commune néerlandaise de Westerkwartier, situé dans la province de Groningue. 

## Géographie
Le village est situé entre Oldehove et Ezinge, à 12 km au nord-ouest de Groningue.

## Histoire
Saaksum fait partie de la commune de Zuidhorn avant le 1er janvier 2019, date à laquelle celle-ci est rattachée à Westerkwartier.

## Démographie
Le 1er janvier 2018, le village comptait 93 habitants.